# 救護指揮司令部
救護指揮司令部（きゅうごしきしれいぶ、ドイツ語：Sanitätsführungskommando、略称：SanFüKdo）は、救護業務軍の最高司令機関。軍団級コマンドである。救護指揮司令部は4個衛生司令部管区と即応部隊救護業務集団を隷下におさめている。衛生管区隊には1個から2個の連邦軍病院が配され、救護指揮司令部はコブレンツのライン兵営に配置されている。

## 下位組織
- 第1衛生司令部管区（北）　在キール
- 第2衛生司令部管区（西）　在ディーツ
- 第3衛生司令部管区（東）　在ヴァイセンフェルス
- 第4衛生司令部管区（南）　在ボーゲン (都市)
- 即応部隊救護業務集団

## 歴代司令官
| 代 | 氏名                                                                  | 着任   | 離任   |
| -- | --------------------------------------------------------------------- | ------ | ------ |
| 1  | エーリッヒ・ヴォルフガング・ビック陸軍軍医中将 de:Erich Wolfgang Bick | 2001年 | 2007年 |
| 2  | ユルゲン・ブラッツィンガー陸軍軍医中将 de:Jürgen Blätzinger           | 2007年 |        |